# 옴강

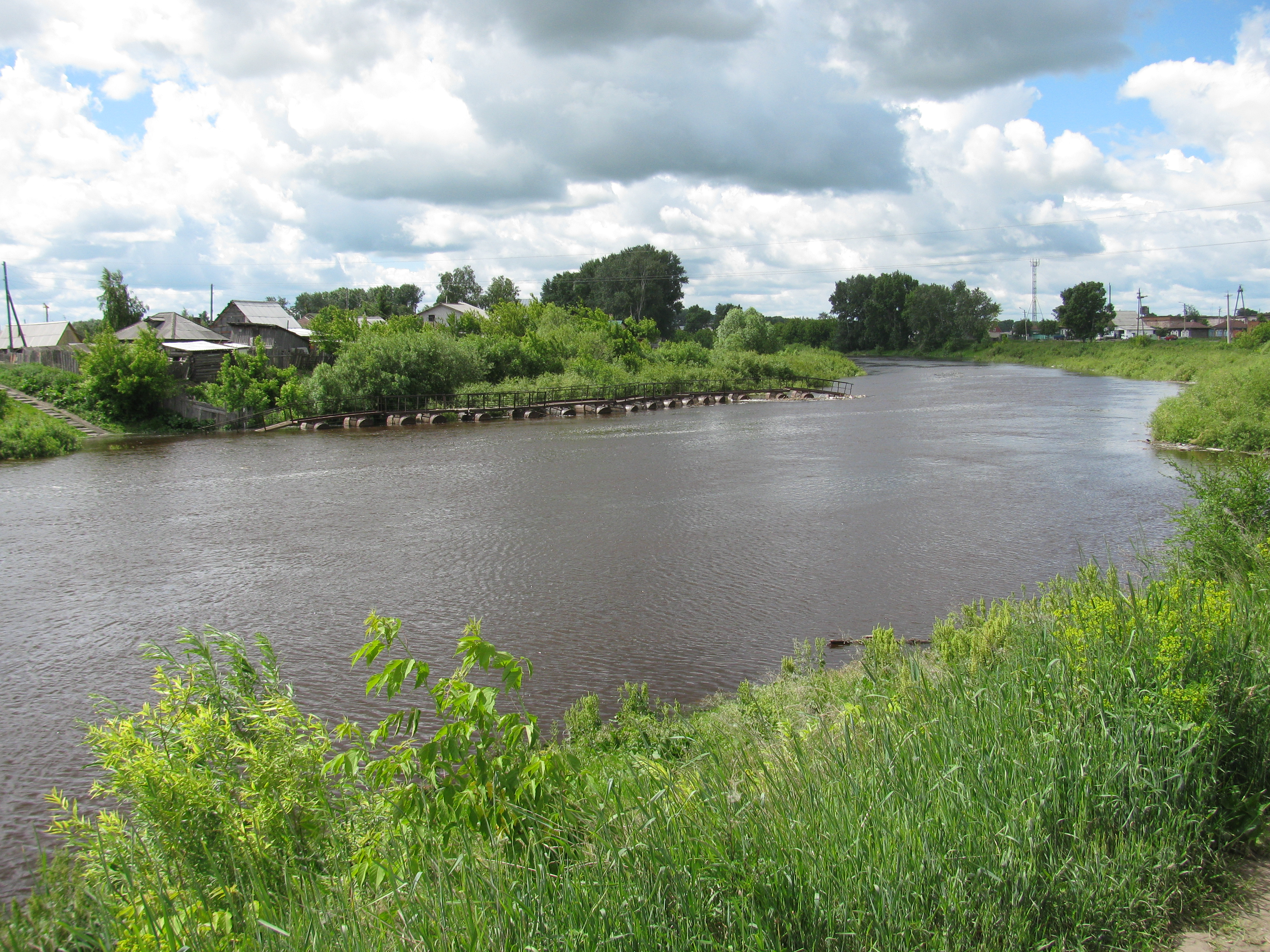

옴강(러시아어: Омь)은 서시베리아의 평원을 흐르는 강이다. 길이는 724 km로 이르티시강으로 흘러서 들어간다. 옴강에 위치한 바슈간스키예 습지가 노보시비르스크주와 톰스크주에 접해 있다.
옴스크는 이르티시강과 옴강 사이에 위치해 있다.
도시는 바라빈스크, 칼라친스크, 쿠이비셰프, 옴스크이다.